# Raissa Adler
Raissa Adler, geborene Epstein (russisch Раи́са Тимофе́евна А́длер) (* 9. November 1872 in Moskau; † 21. April 1962 in New York City) war eine österreichische Frauenrechtlerin russischer Herkunft.

## Leben
Raissa Timofejewna Epstein war die Tochter einer wohlhabenden jüdischen Familie. Sie erhielt Schulunterricht durch Privatlehrer. Da ein Studium für Frauen im 19. Jahrhundert in Russland nicht möglich war, ging sie 1895 nach Zürich, wo sie an der dortigen Universität drei Semester Biologie studierte.
Ende 1896 übersiedelte sie nach Wien und schloss sich dort der Frauenbewegung an. Sie lernte Alfred Adler kennen und heiratete ihn 1897 in Smolensk. Sie brachte vier Kinder zur Welt: Valentina 1898,  Alexandra 1901, Kurt 1905 und Cornelia 1909. Die liberal erzogene, politisch radikale und freigeistige Raissa hatte Kontakt mit revolutionären russischen Emigranten. Über die russische Emigrantin Aline Furtmüller freundete sie sich mit Leo Trotzki an und arbeitete 1929 mit ihm zusammen.
Adler engagierte sich unter dem Wiener Gesundheitsstadtrat Julius Tandler zusammen mit Margarete Hilferding im Bereich von Frauenfragen, war Mitbegründerin der Internationalen Arbeiterhilfe in Österreich, im Ausschuss der Roten Hilfe und trat der Kommunistischen Partei Österreichs bei. 1922 gehörte sie dem vorbereitenden Ausschuss einer Wiener Clarté-Bewegung (1919 von Henri Barbusse ins Leben gerufene Friedensbewegung) an. Anfang der 1930er Jahre war sie im Vorstand des Vereins für Individualpsychologie. Nach dem Bürgerkrieg im Februar 1934 wurde sie wegen ihres politischen Engagements für zwei Tage verhaftet. Dieser Vorfall veranlasste Alfred Adler, sie 1935 persönlich von Wien in die USA zu holen, wohin das Ehepaar Adler emigrierte. Nach dem Zweiten Weltkrieg war Adler eine Zeit lang Vorsitzende des Exekutivkomitees der Individual Psychology Association in New York. 1954 wurde sie zur Ehrenpräsidentin des Verwaltungsrates gewählt.